# Johnny Kilbane
Johnny Kilbane est un boxeur américain né le 18 avril 1889 à Cleveland, Ohio, et mort le 31 mai 1957.

## Carrière
Il devient champion du monde des poids plumes le 22 février 1912 en battant son compatriote Abe Attell. Il conserve son titre pendant 11 ans jusqu'au 2 juin 1923 date à laquelle il est à son tour défait au 6e round par le français Eugène Criqui à New York,,,.
Une statue le représente, en tant que champion du monde, au bord du Laoch Acla à Achill Island en Irlande dans le Comté de Mayo.

## Distinction
- Johnny Kilbane est membre de l'International Boxing Hall of Fame depuis 1995[5].